# Sint-Caeciliakerk (Neede)
De Sint-Caeciliakerk is een rooms-katholieke kerk in de Nederlandse plaats Neede. De kerk is ontworpen door Johannes Sluijmer en is in de jaren 1949 - 1950 gebouwd. De kerk is in 1950 ingewijd, later dat jaar geconsacreerd door Johannes Olav Smit en kreeg als beschermheilige de martelares Cecilia. Katholieken waren voordien gewezen op een kleinere kerk die tijdens de Tweede Wereldoorlog flink beschadigd was.
Er waren plannen om de kerk in de jaren 60 uit te breiden, maar er werd toe besloten enkel het priesterkoor te verbouwen waarbij het altaar en lezenaar werden vervangen. De dakconstructie is gemaakt door middel van spanten. Ter hoogte van het priesterkoor is een klokkentoren. De ramen zijn voorzien van gebrandschilderd glas, afkomstig uit de oude kerk, of glas in lood. In de kerk staat een orgel van het bedrijf Pels.